# Cerro Blanco (estación)
Cerro Blanco es una estación ferroviaria que forma parte de la Línea 2 del Metro de Santiago de Chile. Se encuentra subterránea, entre las estaciones Cementerios y Patronato. Se ubica en la intersección de la Avenida Recoleta con Santos Dumont, en la comuna de Recoleta.

## Entorno y características
Posee un flujo medio de pasajeros, por estar cerca de varias reparticiones públicas, estudiantiles y comerciales. Con más de 145 metros de largo, fue inaugurada como la estación terminal norte de la Línea 2 (hasta la apertura de la estación Einstein) el 8 de septiembre de 2004, como parte del primer plan de extensiones del Metro con vistas a la implementación del Transantiago. La estación posee una afluencia diaria promedio de 14 179 pasajeros.
En el entorno inmediato de la estación se ubica la Ilustre Municipalidad de Recoleta, la iglesia y convento de la Recoleta Dominica, que le da el nombre a la avenida y a la comuna. También se encuentran en los alrededores la Facultad de Medicina de la Universidad de Chile, la Facultad de Odontología de la Universidad de Chile y la Facultad de Ciencias Químicas y Farmacéuticas de la Universidad de Chile, el Colegio Academia de Humanidades y los hospitales Instituto Psiquiátrico, Clínico de la Universidad de Chile, Hospital San José y Roberto del Río además del Instituto del Cáncer.

### Accesos
| Acceso | Intersección                          |
| ------ | ------------------------------------- |
| A      | Av. Recoleta con Santos Dumont        |
| B      | Av. Recoleta con Dr. Raimundo Charlin |

## MetroArte
En el interior de la estación se encuentra presente uno de los dioramas realizados por el artista Zerreitug.
Esta obra, titulada Piedras Tacitas, visualiza uno de los rituales de la antigua Cultura Aconcagua, más específicamente una fiesta que se realizaba de forma anual en una zona cercana al Cerro Blanco. Algunas de las piedras presentes en la escena fueron extraídas directamente desde dicho cerro.
Actualmente se encuentra en restauración luego de que la estación sufriera leves daños como consecuencia del Estallido social de octubre de 2019.

## Origen etimológico
La estación se encuentra en los faldeos del cerro Blanco. Este cerro fue utilizado por mucho tiempo como cantera, de la que fueron obtenidas las rocas para construir, por ejemplo, el Puente Cal y Canto y la iglesia Santo Domingo.

## Galería

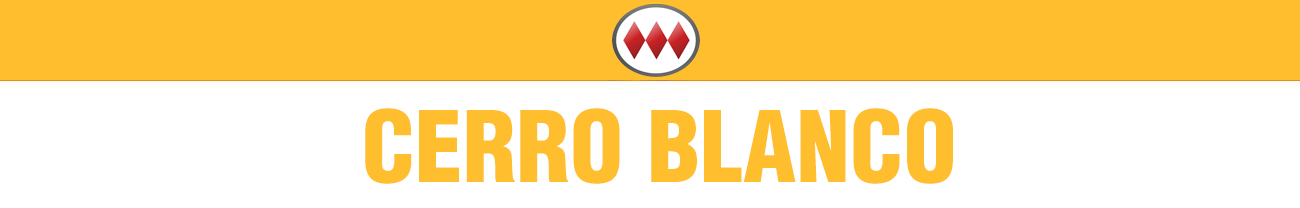
Cenefa utilizada actualmente en los andenes.
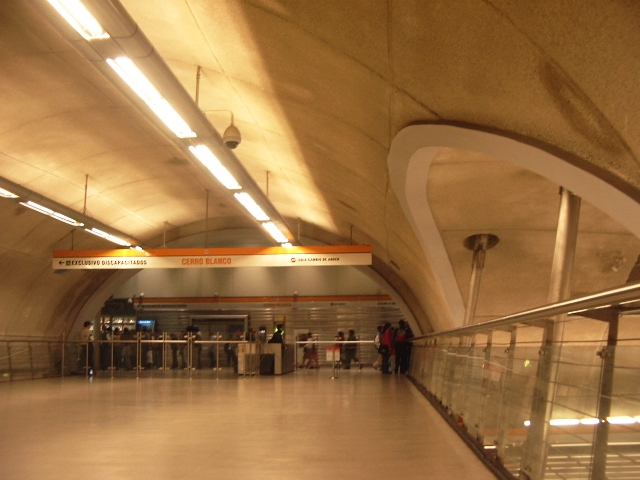
Mesanina y boletería de la estación.
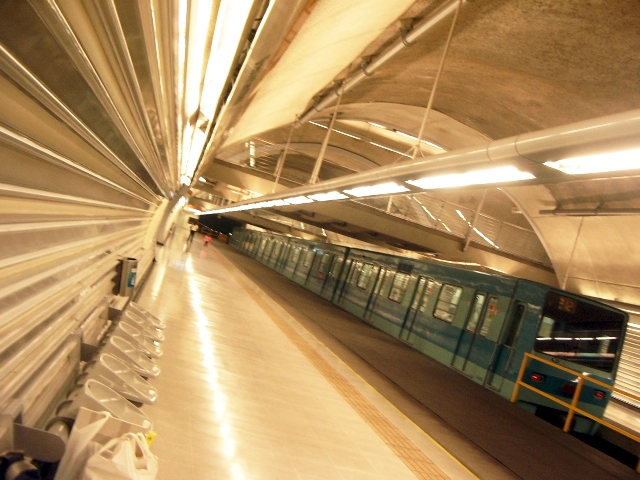
Vista de los andenes de la estación en 2005.

## Conexión con Red Metropolitana de Movilidad
La estación posee 3 paraderos de la Red Metropolitana de Movilidad en sus alrededores (sin la existencia del paradero 3), los cuales corresponden a:
| Paradero/ Código                      | Recorridos |
| ------------------------------------- | --- |
| Parada 1 / Metro Cerro Blanco (PB314) | 203 (La Pintana) - 203n (La Pintana) - 208 (Centro) |
| Parada 2 / Metro Cerro Blanco (PB319) | 203 (Av. Recoleta) - 203n (Huechuraba) - 208 (Huechuraba) - B03 (Fin del recorrido) - B30n (Renca) - B31n (Quilicura)                                                                                                   |
| Parada 4 / Metro Cerro Blanco (PB756) | B02 (Centro) - B02n (Plaza Italia) - B03 (Miraflores) - B10 (Fin de Recorrido / Santa Marta de Huechuraba) - B25 (Fin del recorrido / Metro Vespucio Norte) - B30n (Renca) - B41 (Fin del recorrido / Mall Plaza Norte) |